# Ministerio de Obras Públicas y Comunicaciones
El Ministerio de Obras Públicas y Comunicaciones (MOPC) es un organismo del estado paraguayo, dependiente del poder ejecutivo de la nación. Actualmente el ministro es Ing. Claudia Centurión, quien fue nombrado por el presidente Santiago Peña.

## Misión
Según el propio Ministerio su misión es:

"Definir, promover, planificar, gestionar, regular y fiscalizar las políticas de obras públicas, de transporte y seguridad vial, de agua y saneamiento, y de minería y energía."

## Nómina de ministros
|     | Nombre                         | Período                                          |
| --- | ------------------------------ | ------------------------------------------------ |
| 1.  | Pablo Max Insfrán              | 18 de febrero de 1940 - 30 de septiembre de 1940 |
| 2.  | Ramón Enrique Martino          | 30 de septiembre de 1940 - 25 de agosto de 1946  |
| 3.  | Federico Chaves                | 25 de agosto de 1946 - 13 de enero de 1947       |
| 4.  | Mutshuito Villasboa            | 13 de enero de 1947 - 4 de junio de 1948,        |
| 5.  | Mario Mallorquín               | 4 de junio de 1948 - 15 de agosto de 1948        |
| 6.  | Víctor Morínigo                | 15 de agosto de 1948 - 8 de noviembre de 1949    |
| 7.  | Rigoberto Caballero            | 9 de noviembre de 1949 - 29 de noviembre de 1949 |
| 8.  | Evaristo Méndez Paiva          | 30 de noviembre de 1949 - 15 de agosto de 1950   |
| 9.  | Tomás Romero Pereira           | 15 de agosto de 1950 - 4 de noviembre de 1952    |
| 10. | Gustavo Storn Egea             | 4 de diciembre de 1952 - 5 de mayo de 1954       |
| 11. | Marcial Samaniego              | 8 de mayo de 1954 - 16 de mayo de 1956           |
| 12. | Mario Coscia Tavarozzi         | 16 de mayo de 1956 - 8 de mayo de 1960           |
| 13. | Marcial Samaniego              | 17 de septiembre de 1962 - 22 de mayo de 1974    |
| 14. | Juan Antonio Cáceres           | 22 de febrero de 1974 - 2 de febrero de 1989     |
| 15. | Porfirio Pereira Ruíz Díaz     | 3 de febrero de 1989 - 15 de agosto de 1993      |
| 16. | Carlos Alberto Facetti Masulli | 15 de agosto de 1993 - 18 de septiembre de 1996  |
| 17. | Gustavo Pedrozo Abbate         | 29 de abril de 1996 - 18 de septiembre de 1998   |
| 18. | Jorge Lamar Gorostiaga         | 18 de septiembre de 1997 - 15 de agosto de 1998  |
| 19. | Vítor Segovia Ríos             | 15 de agosto de 1998 - 26 de marzo de 1999       |
| 20. | José Alberto Planás            | marzo-abril de 1999 - 2 de octubre de 2001       |
| 21. | Walter Bower Montalto          | 2 de octubre de 2001                             |
| 22. | Alcides Jiménez Quiñónez       | 2002 - 15 de agosto de 2003                      |
| 23. | Antonio Adam Nill              | 25 de noviembre de 2002 - 15 de agosto de 2003   |
| 24. | José Alberto Alderete          | 15 de agosto de 2003 - 17 de marzo de 2006       |
| 25. | Pánfilo Benítez Estigarribia   | 17 de marzo de 2006 - 5 de junio de 2007         |
| 26. | Rogelio Benítez Vargas         | 5 de junio de 2007 - 17 de enero de 2008         |
| 27. | Roberto Eudes González         | 17 de enero de 2008 - 14 de agosto de 2008       |
| 28. | Efraín Alegre Sasiain          | 15 de agosto de 2008 - 16 de junio de 2011       |
| 29. | Cecilio Pérez Bordón           | 17 de junio de 2011 - 22 de junio de 2012        |
| 30. | Enrique Salyn Buzarquis        | 22 de junio de 2012 - 15 de agosto de 2013       |
| 31. | Ramón Jiménez Gaona            | 15 de agosto de 2013 - 15 de agosto de 2018      |
| 32. | Arnoldo Wiens Durksen          | 15 de agosto de 2018 - Septiembre 2022           |
| 33. | Rodolfo Segovia                | Septiembre 2022 - 15 de agosto de 2023           |
| 34. | Claudia Centurión              | 15 de agosto de 2023 - Actualidad                |